# BMW E46
BMW 3-й серии (E46) — четвёртое поколение легковых автомобилей 3-й серии немецкого автоконцерна BMW, выпускавшееся с 1997 по 2006 год. Широкая гамма двигателей, пять типов кузовов на выбор, плюс спортивные версии предопределили успех этого поколения. Всего было изготовлено 3 266 885 автомобилей, больше всего в одной серии в истории BMW.
С 2001 года автомобили изготавливались по методу мелкоузловой сборки (CKD) в России на Калининградском предприятии Автотор.

## Кузов и оборудование
Внешний вид автомобилей серии был разработан американским дизайнером Эриком Гоплином (Erik Goplen). Динамичный образ нового, но в то же время хорошо знакомого силуэта четырёхдверного седана (нем.  Limousine) подчёркивали длинные линии на боковинах, округлый скат крыши и фирменный спойлер на кромке багажника. Абсолютно узнаваемы также блоки двойных фар, небольшая «волна» снизу которых имитирует знаменитый четырёхфарный передок. Оригинальная L-образная форма задних фонарей позволила получить широкий проём багажника, объём которого вырос до 440 литров.
Салон стал просторнее во всех измерениях, а за счёт большей колёсной базы увеличилось пространство для ног задних пассажиров. Строгая функциональность передней панели, хорошо читаемые приборы, легкодоступные органы управления, в том числе расположенные на консоли — всё в окружении водителя располагалось на своём месте и находилось под его контролем.
С помощью кнопок на устанавливаемом по заказу многофункциональном рулевом колесе, можно было управлять радио, круиз-контролем и некоторыми функциями сотового телефона. Датчик дождя, как по волшебству, автоматически включал стеклоочистители, а автоматическая система рециркуляции закрывала поступление воздуха извне при обнаружении в нём монооксида углерода, оксидов азота, или паров бензина. Если автомобилем пользовались несколько человек, то можно было заказать до четырёх ключей, которые запоминали индивидуальные настройки владельца, такие как положение сиденья с электроприводами или режим работы климатической установки.
Кузов автомобиля был спроектирован с учётом требований пассивной безопасности, имел жёсткий салон и сминаемые зоны спереди и сзади. Модель «на четвёрку» прошла контрольный краш-тест. Было отмечено, что водитель рискует получить травму груди при лобовом столкновении, а защита его ног была признана посредственной. При боковом столкновении возможны травмы живота, а защита пешеходов признана разочаровывающей.
Несмотря на общее сходство с седаном, кузов двухдверного купе (нем.  Coupé) был совершенно другим. У него длиннее капот, больше наклон ветрового стекла, ниже крыша и короче задняя часть. В широкие двери установлены стёкла без рамок с фирменной системой управления их закрытием. При открывании двери стекло слегка приспускалось, открывая проём, а при закрывании автоматически поднималось, занимая правильное положение на уплотнителе. Передние сиденья были установлены ниже и для удобства посадки назад сдвигались при наклоне спинки. Для перевозки громоздких предметов спинки задних сидений можно было сложить, увеличив багажник, объём которого составлял 410 литров.
Складываемый вручную или автоматически трёхслойный мягкий верх двухдверного кабриолета (нем.  Cabrio) обеспечивал необходимые тепло и шумоизоляцию. Обогреваемое стеклянное заднее окошко имело специальное покрытие, защищающее его от царапин. Отдельно можно было заказать съёмную жёсткую алюминиевую крышу, при установке которой кабриолет превращался в элегантное купе. В оригинальные передние кресла были встроены ремни безопасности, обеспечивающие оптимальное удержание вне зависимости от положения сидений. В случае возникновения аварийной ситуации с опрокидыванием автомобиля, специальные дуги, встроенные в подголовники задних сидений, выстреливались вверх и защищали пассажиров.
Компактный трёхдверный хетчбэк (нем.  Compact) был короче седана на 21 сантиметр и имел полностью оригинальный передок с четырьмя отдельными фарами. Подъёмная задняя дверь открывала проём к большому багажнику объёмом 310 литров, в котором легко помещалась стиральная машинка. При необходимости спинку заднего сиденья можно было сложить по частям или полностью, и тогда в багажник входило до 1100 литров груза. Оригинальная заказная ёмкость под задней полкой была доступна из салона: приподняв полку, туда можно было положить всякую мелочь.
Вместительный пятидверный универсал (нем.  Touring) имел багажник объёмом 435 литров, который можно было увеличить до 1345 литров, сложив спинки задних сидений. Стекло задней двери открывалось отдельно, так что в багажник можно было легко добавить или забрать что-нибудь.
В 2001 году внешний вид автомобилей серии был обновлён. Они получили нового вида теперь единые блоки фар и указателей поворотов, более широкие «ноздри» и капот с более динамичной выштамповкой. На переднем бампере стало меньше горизонтальных линий, вместо этого появились эффектные точки противотуманных фар. Изменились также передние крылья, с которых исчезли желобки над колёсами, а повторители указателей поворотов стали располагаться выше. Задние фонари остались прежними по форме, но изменилось их разделение на секции: сверху теперь размещался стоп-сигнал, по центру — указатель поворота, а вся нижняя часть была отдана габаритному фонарю.
Спортивные модели M3, купе и кабриолет, имели усиленный в районе передней и задней подвесок кузов. Для снижения веса капот был изготовлен из алюминия, а передний бампер — из специального композита, что делало его легче стандартного на 10 килограммов. Для размещения гоночных колёс были расширены арки. Внешне модели отличались хромированными вентиляционными решётками на передних крыльях, большим воздухозаборником спереди и сдвоенными блестящими выхлопными трубами сзади. Внутри, на многофункциональном кожаном рулевом колесе были установлены специальные лепестки, предназначенные для переключения передач опционной роботизированной коробки SMG. А между сиденьями располагался красивый хромированный рычаг, которым тоже можно было управлять коробкой. Салон был отделан специальными материалами и имел особую цветовую расцветку. У спортивных сидений с электрорегулировкой можно было настроить и элементы боковой поддержки.
Наиболее интересной отличительной чертой облегчённой версии купе M3 CSL (Coupé Sport Lightweight) была на 6 килограммов более лёгкая углепластиковая крыша. У модели был ещё большей величины проёмом для охлаждения радиатора, круглый воздухозаборник двигателя в переднем бампере и съёмные крылышки понизу его, снижавшие подъёмную силу. Под задним бампером располагался диффузор, а сверху — пластиковая крышка багажника со встроенным спойлером. Для уменьшения веса в салоне не было ни кондиционера, ни навигационной системы, ни подогрева сидений, даже коврики на полу имели уменьшенный слой пены. Спереди были установлены ковшеобразные сиденья на пластиковом каркасе, задние пассажиры также довольствовались облегчёнными отдельными сиденьями. Сзади было установлено сверхтонкое стекло.

## Двигатели и трансмиссия
Автомобили оснащались рядными четырёх- и шестицилиндровыми бензиновыми и дизельными двигателями разного рабочего объёма и мощности. Двигатель был установлен спереди продольно и состыковывался либо с пятиступенчатой механической, либо с пятиступенчатой автоматической коробкой передач. По заказу автоматическая коробка могла быть оборудована системой STEPTRONIC, позволявшей водителю переключать передачи вручную. Для этого рычаг переключения сдвигался влево в позицию M/S (Manual/Sport), что давало возможность, толкая его вперёд или назад, переходить на передачу выше или ниже. Отдельно можно было заказать роботизированную трансмиссию SMG (Sequential M Gearbox), включение и отключение сцепления и переключение передач в которой осуществлялось с помощью электрогидравлического привода либо автоматически, либо по командам водителя. Педали сцепления в таком автомобиле не было. На модели M3 и самые мощные (330i, 330d) версии седанов, купе и кабриолетов устанавливалась шестиступенчатая механическая коробка передач, но можно было заказать эту же коробку с роботизированным управлением (SMG).
Ведущими были задние колёса, вращение на которые передавалось с помощью карданного вала с промежуточной опорой. Но седан и универсал можно было заказать с постоянно включённым полным приводом, подобным тому, что применялся на автомобиле BMW X5. В таком варианте на заднем конце коробки передач устанавливалась раздаточная коробка с межосевым дифференциалом. Дифференциал делил поток мощности в пропорции 38/62 к передним и задним колёсам. Один карданный вал шёл из раздатки назад, а другой вперёд, к передним колёсам. Спереди, слева от двигателя, располагался межколёсный дифференциал, от которого вращение с помощью полуоси передавалось на левое колесо. Направо же шёл вал сквозь поддон двигателя (с уплотнениями, конечно), к концу которого крепилась правая полуось.
Для реализации большой мощности двигателя, особенно в плохих дорожных условиях (дождь, снег), на моделях M3 сзади устанавливался самоблокирующийся дифференциал.
Четырёхцилиндровый бензиновый двигатель серии M43 рабочим объёмом 1,9 литра устанавливался на автомобили начального уровня, мощностью 105 л. с. на модель 316i и 118 л. с. на модель 318i. Это был мотор с чугунным блоком цилиндров, одним верхним распредвалом и двумя клапанами на цилиндр (SOHC). В 2001 году автомобили получили двигатель серии N42 с алюминиевым блоком цилиндров, двумя верхними распредвалами и четырьмя клапанами на цилиндр (DOHC). Этот новый двигатель имел фирменную систему изменение высоты подъёма клапанов VALVETRONIC и систему изменения фаз газораспределения VANOS. У модели 316i теперь был 1,8-литровый мотор мощностью 115 л. с., а у модели 318i — двухлитровый двигатель мощностью 143 л. с.
Модели 320i, 323i и 328i первоначально оснащались шестицилиндровыми бензиновыми двигателями серии M52 рабочим объёмом 2, 2,5 и 2,8 литра и мощностью 150, 170 и 193 л. с. соответственно. Начиная с 2001 года, они получили более совершенные моторы серии M54, также оснащённые системой VANOS. Мощность модели 320i с мотором (M54B22) 2,2 литра  возросла до 170 л. с. Модель 323i была заменена на модель 325i с мотором (M54B25) 2,5 литра , который теперь развивал 192 л. с., а модель 328i заменили на модель 330i с трёхлитровым двигателем (M54B30) мощностью 231 л. с.
Дизельная модель 320d оснащалась новейшим двухлитровым четырёхцилиндровым двигателем семейства M47 с турбонаддувом, непосредственным впрыском топлива, двумя верхними распредвалами и четырьмя клапанами на цилиндр. Первоначально мотор развивал мощность 136 л. с. После модернизации 2001 года его рабочий объём немного подрос, и он стал выдавать 150 л. с. Дефорсированная до 115 л. с. версия этого двигателя устанавливалась на модель 318d. Шестицилиндровый трёхлитровый дизель M57 модели 330d был подобен мотору M47, только имел на два цилиндра больше. Первоначально его мощность была 184 л. с., а после модернизации и небольшого увеличения объёма он стал развивать 204 л. с.
На купе и кабриолетах M3 использовалась специальная, разработанная спортивным подразделением компании, версия двигателя M54 получившая обозначение S54. Этот мотор имел более прочный чугунный блок цилиндров и развивал мощность в 343 л. с. в стандартном исполнении и 355 л. с. в форсированном для купе M3 CSL.

## Ходовая часть
В целом, конструкция шасси́ осталась прежней, но за счёт применения алюминия (20 % деталей) и высокопрочной стали, многие его компоненты стали легче и прочнее. Спереди устанавливалась независимая пружинная подвеска со стойками типа Макферсон и алюминиевыми L-образными рычагами, а сзади — многорычажная независимая подвеска: к каждому колесу присоединялись по два поперечных рычага и один продольный С-образной формы с точкой крепления к кузову, размещённой перед задним колесом.
Реечное рулевое управление имело гидроусилитель с переменной степенью усиления. На стоящем автомобиле и при движении с небольшой скоростью усиление было максимальным, и оно снижалось с ростом скорости автомобиля
Мощная тормозная система с дисковыми тормозами на всех колёсах, помимо ABS оборудовалась электронной системой распределения тормозных сил, которая управляла торможением каждого колеса, в том числе и при движении в повороте (CBC, Cornering Brake Control). Все модели также стандартно имели антипробуксовочную систему (ASC+T, Automatic Stability Control + Traction) и систему стабилизации движения (DSC, Dinamic Stability Control). Появилась система контроля давления воздуха в шинах, которая предупреждала водителя, если давление не соответствовало норме(TPC, Tyre Pressure Control).
Ходовая специального спортивного купе M3 CSL имела укороченные на один виток пружины подвески спереди, алюминиевые рычаги и стальные вместо резиновых шарниры в задней подвеске. Рулевое имело уменьшенное передаточное отношение, спереди и сзади были установлены большего диаметра тормозные диски. Для участия в соревнованиях предлагались специальные гоночные тормозные колодки. На модели использовались 19-дюймовые колёса разной ширины спереди и сзади и специальные низкопрофильные шины Michelin.

## Модельный ряд
Первыми моделями серии были четырёхдверные седаны (нем.  Limousine), которые поступили в продажу в мае 1998 года. Это была модель 318i с четырёхцилиндровым бензиновым двигателем, модели 320i, 323i и 328i с шестицилиндровыми бензиновыми моторами и модель 320d с новым четырёхцилиндровым дизельным двигателем. Годом позже появились спортивного вида двухдверные купе (нем.  Coupé) и шестицилиндровая дизельная модель 330d. За ними осенью 1999 года последовали открытые кабриолеты (нем.  Cabrio) и вместительные универсалы (нем.  Touring). Полноприводная версия универсала, модель 330xd, была предложена покупателям в начале следующего года, а позже появились и седаны в таком исполнении. В 2000 году на свет появились компактные трёхдверные хетчбэки (нем.  Compact). В этом же году модель 323i была заменена на модель 325i, а модель 328i на самую мощную модель серии 330i.
Созданное спортивным подразделение компании купе M3 появилось в 2000 году, за ним в 2001 году последовал кабриолет M3. Специальная версия купе M3 CSL с облегчённым кузовом и форсированным мотором, представленная в 2002 году, продемонстрировала очень хорошую скорость, проехав Северную петлю Нюрбургринга за 7 минут и 50 секунд на тестах журнала Auto, Motor und Sport.
| Список моделей  | Список моделей    | Список моделей              | Список моделей | Список моделей               |
| Модели          | Годы производства | Количество выпущенных, шт.  | Цена           | Двигатели                    |
| 3-я серия (E46) | 12.1997—11.2006   | 3 266 885 (вкл. 54 528 CKD) |                |                              |
| Седаны          | 12.1997—05.2005   | 1 918 984 (вкл. 54 528 CKD) |                |                              |
| --------------- | ----------------- | --------------------------- | -------------- | ---------------------------- |
| 316i            | 11.1998—03.2004   | 182 212                     | DM 42 400      | R4 1.9/1.8-105/115 (M43/N42) |
| 318i            | 12.1997—02.2005   | 398 037                     | DM 45 400      | R4 1.9/2.0-118/143 (M43/N42) |
| 320i            | 03.1998—11.2004   | 174 771                     | DM 53 700      | R6 2.0-150/170 (M52/M54)     |
| 323i            | 12.1997—08.2000   | 81 933                      | DM 56 000      | R6 2.5-170 (M52)             |
| 325i            | 09.2000—03.2005   | 300 996                     | DM 58 600      | R6 2.5-192 (M54)             |
| 325xi           | 09.2001—03.2005   | 49 037                      | EUR 33 000     | R6 2.5-192 (M54)             |
| 328i            | 12.1997—05.2000   | 75 976                      | DM 61 700      | R6 2.8-193 (M52)             |
| 330i            | 06.2000—02.2005   | 122 032                     | DM 65 300      | R6 3.0-231 (M54)             |
| 318d            | 09.2001—05.2006   | 31 216                      | EUR 25 150     | R4 2.0-115 D (M47)           |
| 320d            | 03.1998—02.2005   | 218 763                     | DM 48 400      | R4 2.0-136/150 D (M47)       |
| 330d            | 09.1999—01.2005   | 73 395                      | DM 62 500      | R6 3.0-184/204 D (M57)       |
| 330xd           | 10.2002—2005      | 2384                        | EUR 35 750     | R6 3.0-184/204 D (M57)       |
| Купе            | 12.1998—05.2006   | 443 264                     |                |                              |
| 318Ci           | 09.1999—05.2006   | 70 350                      | DM 47 900      | R4 1.9/2.0-118/143 (M43/N42) |
| 320Ci           | 06.1999—05.2006   | 51 197                      | DM 54 900      | R6 2.0-150/170 (M52/M54)     |
| 323Ci           | 12.1998—08.2000   | 39 715                      | DM 59 600      | R6 2.5-170 (M52)             |
| 325Ci           | 09.2000—05.2006   | 74 209                      | DM 61 500      | R6 2.5-192 (M54)             |
| 328Ci           | 12.1998—06.2000   | 29 438                      | DM 63 500      | R6 2.8-193 (M52)             |
| 330Ci           | 06.2000—05.2006   | 81 555                      | DM 67 100      | R6 3.0-231 (M54)             |
| 320Cd           | 03.2003—11.2006   | 17 638                      | EUR 29 600     | R4 2.0-150 D (M47)           |
| 330Cd           | 03.2003—05.2006   | 14 073                      | EUR 35 750     | R6 3.0-184/204 D (M57)       |
| M3              | 07.2000—03.2006   | 54 750                      | DM 100 000     | R6 3.2-343 (S54)             |
| M3 CSL          | 10.2002—2003      | 1383                        | EUR 85 000     | R6 3.2-360 (S54)             |
| Кабриолеты      | 12.1999—11.2006   | 277 146                     |                |                              |
| 320Ci           | 09.2000—11.2006   | 32 102                      | DM 66 400      | R6 2.0-150/170 (M52/M54)     |
| 323Ci           | 12.1999—08.2000   | 15 316                      | DM 69 450      | R6 2.5-170 (M52)             |
| 325Ci           | 09.2000—11.2006   | 73 601                      | DM 70 400      | R6 2.5-192 (M54)             |
| 330Ci           | 06.2000—11.2006   | 90 184                      | DM 77 400      | R6 3.0231 (M54)              |
| 320Cd           | 12.2004—11.2006   | 5411                        | EUR 36 450     | R4 2.0-150 D (M47)           |
| 330Cd           | 12.2004—11.2006   | 1735                        | EUR 41 850     | R6 3.0-184/204 D (M57)       |
| M3              | 03.2001—11.2006   | 29 633                      | DM 116 000     | R6 3.2-343 (S54)             |
| Хетчбэки        | 04.2000—12.2004   | 199 430                     |                |                              |
| 316ti           | 04.2000—12.2004   | 129 362                     | DM 33 300      | R4 1.9/1.8-105/115 (M43/N42) |
| 318ti           | 09.2001—12.2004   | 27 844                      | EUR 22 150     | R4 1.9/2.0-118/143 (M43/N42) |
| 325ti           | 04.2000—12.2004   | 10 961                      | DM 46 900      | R6 2.5-192 (M54)             |
| 318td           | 03.2003—12.2004   | 10 297                      | EUR 23 200     | R4 2.0-115 D (M47)           |
| 320td           | 09.2001—12.2004   | 45 072                      | EUR 23 400     | R4 2.0-150 D (M47)           |
| Универсалы      | 01.1999—05.2006   | 428 061                     |                |                              |
| 318i            | 06.1999—05.2006   | 74 424                      | DM 48 800      | R4 1.9/2.0-118/143 (M43/N42) |
| 320i            | 09.1999—05.2006   | 30 265                      | DM 57 100      | R6 2.0-150/170 (M52/M54)     |
| 323i            | 03.2000—08.2000   | 3657                        | -              | R6 2.5-170 (M52)             |
| 325i            | 09.2000—05.2006   | 31 382                      | DM 61 400      | R6 2.5-192 (M54)             |
| 325xi           | 09.2001—05.2005   | 9054                        | DM 65 900      | R6 2.5-192 (M54)             |
| 328i            | 01.1999—06.2001   | 4642                        | DM 65 700      | R6 2.8-193 (M52)             |
| 330i            | 06.2000—05.2006   | 13 722                      | DM 68 100      | R6 3.0-231 (M54)             |
| 330xi           | 09.2001—05.2005   | 3006                        | DM 72 600      | R6 3.0-231 (M54)             |
| 318d            | 03.2002—05.2006   | 19 451                      | EUR 27 350     | R4 2.0-115 D (M47)           |
| 320d            | 09.1999—05.2006   | 189 524                     | DM 51 800      | R4 2.0-136/150 D (M47)       |
| 330d            | 01.2000—05.2005   | 49 228                      | DM 65 600      | R6 3.0-184/204 D (M57)       |
| 330xd           | 01.2000—05.2005   | 10 120                      | DM 70 100      | R6 3.0-184/204 D (M57)       |

## M3 GTR
Созданный для участия в гонках на выносливость автомобиль M3 GTR дебютировал на трассе в Сербинге весной 2001 года. Под пластиковым кузовом этой модели скрывался V-образный восьмицилиндровый двигатель. Короткоходный и высокооборотный мотор был достаточно компактным, чтобы разместиться под капотом небольшого автомобиля. Полностью алюминиевый двигатель с углом развала цилиндров 90° имел рабочий объём 3997 см³, развивал мощность более 400 л. с. при 7500 об/мин и крутящий момент 480 Нм при 5500 об/мин. Трёхдисковое сцепление с углепластиковыми дисками передавало момент от двигателя на шестиступенчатую механическую коробку передач с прямозубыми шестернями. Далее, вращение с помощью дифференциала с вязкостной муфтой передавалось на колёса. Автомобиль имел стальной каркас кузова из труб, который был обвешан углепластиковыми панелями. Безопасный многослойный, также углепластиковый, топливный бак ёмкостью 100 литров размещался под полом багажника. В соответствии с требованиями регламента, весил автомобиль 1120 килограммов.
Первый успех пришёл к модели в мае 2001 года на трассе Харама в Испании. Дирк Мюллер и Фредрик Экблом (англ. Fredrik Ekblom) выиграли гонку, а Джей-Джей Лехто и Йорг Мюллер заняли второе место. В этом же году был выигран чемпионский титул в американской серии Ле-Ман. В 2004 году сначала была выиграна знаковая гонка на Нюрбургринге, а затем чемпионат европейской серии Ле-Ман.